# Micropodagrion
Micropodagrion is een geslacht van vliesvleugeligen uit de familie Torymidae. De wetenschappelijke naam van dit geslacht is voor het eerst geldig gepubliceerd in 1955 door Ferrière.

## Soorten
Het geslacht Micropodagrion is monotypisch en omvat slechts de volgende soort:
- Micropodagrion pauliani Ferrière, 1955